# Paul Drossel
Paul Martin Drossel (* 15. Dezember 1880 in Stralsund; † 18. November 1954) war ein deutscher Widerstandskämpfer.

## Leben
Paul Drossel war der älteste Sohn eines Schneidermeisters. Nach Abschluss einer kaufmännischen Lehre und arbeitete einige Jahre als Buchhalter in der Wäschefabrik Meder&Thiele in Berlin. 1911 heiratete er Elfriede Labové (* 1892), eine Näherin in der Wäschefabrik. Anschließend kamen sie zu gewissem Wohlstand. Bei Geburt ihres Sohnes Heinz 1916 bewohnten sie eine Vierzimmerwohnung in Berlin-Tempelhof. Ab August 1914 war Drossel im Landwehr-Infanterie-Regiment 18 im Fronteinsatz. Bis Kriegsende kämpfte er hauptsächlich an der Ostfront. Am 9. Januar 1919 wurde er als Gefreiter aus der Armee verabschiedet.
Nach Kriegsende verschlechterte sich die finanzielle Situation der Familie, sodass sie aus der großen Wohnung ausziehen mussten und 1920 ein Ladengeschäft bezogen. Drossel eröffnete ein Wäschegeschäft. Dieses wird am Morgen des 1. April 1933 von SA-Leuten mit der Aufschrift Jude und einem Judenstern beschmiert. Drossel wendet sich erbost an die Parteidienststelle der NSDAP und fordert die sofortige Entfernung der Schmierereien, auch für das jüdische Geschäft gegenüber. Letztendlich wird aber nur sein Geschäft gesäubert. In der Folge gibt er seine Haltung zum NS-Staat immer wieder Preis und weigert sich anfangs die Hakenkreuzfahne zu hissen. Nach dem Aufstieg der Nazis ließ er eine Flagge in einem kleineren Format fertigen und hängte diese vor seinem Geschäft auf. In der Folge wurde er mehrfach ins Gestapo-Hauptquartier zitiert. Im Mai 1943 liquidierte die Gestapo sein Wäschegeschäft.
Gemeinsam mit seiner Frau Elfriede und seinem Sohn Heinz, er war verwundet auf Heimaturlaub, versteckte er, bereits im Ruhestand, Ende März 1945 vier Juden. Am späten Abend des 26. März 1945 öffnete Heinz in Senzig bei Berlin die Haustür des Sommerhauses der Familie. Vor der Tür stand der Nachbar Ernst Fontheim, welcher ein Haus von Frieda Kunze gemietet hatte. Fontheim offenbarte Heinz, welcher noch in Uniform vor ihm stand, dass er und seine Freundin samt ihrer beiden Eltern Juden seien und sie verraten worden waren. Heinz weihte seine Eltern ein, die sofort handelten und u. a. einen Essenskorb für die Familie zusammenstellte. Auch die Habseligkeiten der Familie wurden im Schuppen hinter dem Haus der Familie Drossel versteckt. Am nächsten Morgen brachte Heinz Ernst Fontheim und Jack Hass, der Vater von Fontheims Freundin Margot, in seine Berliner Wohnung. Die Wohnung war durch eine deutsche Flüchtlingsfamilie bewohnt und Heinz stellte die beiden Männer als „gute“ Freunde vor. Kurze Zeit später fand die Familie Hass ein neues Versteck, aber der Freund der Tochter wohnte noch bis Ende des Krieges im Zimmer von Drossel.
Nach dem Krieg engagierte er sich bei den Wahlen 1949. Daher kam er in der sowjetischen Besatzungszone ins Zuchthaus, an dessen Folgen er 1954 starb.
Drossel wurde gemeinsam mit seiner Frau, seinem Sohn und Frieda Kunze 1999 als Gerechter unter den Völkern geehrt.